# Karl Karlovič Sievers
Grof Karl Karlovič Sievers (rusko Карл Карлович Сиверс), ruski general baltsko-nemškega rodu, * 8. november 1772, † 18. marec 1856.
Bil je eden izmed pomembnejših generalov, ki so se borili med Napoleonovo invazijo na Rusijo; posledično je bil njegov portret dodan v Vojaško galerijo Zimskega dvorca.

## Življenje
8. februarja 1785 je vstopil v Artilerijsko in inženirsko vojaško šolo poljskega plemstva. 6. decembra 1789 je bil s činom bajonetnega kadeta premeščen v 2. artilerijski bataljon. 3. februarja 1792 se je v sestavi Rostovskega karabinjerskega polka bojeval proti silam Poljske konfederacije.
8. marca 1799 je bil povišan v polkovnika in 17. januarja 1802 je postal poveljnik Starodubovskega dragonskega polka. 16. maja 1803 je bil povišan v generalmajorja ter imenovan za poveljnika Novoruskega dragonskega polka. S polkom se je udeležil bojev proti Turkom (1806), proti Francozom (1806-07), za osvoboditev Avstrije (1809),... Med patriotsko vojno leta 1812 je bil poveljnik 4. konjeniške skupine pri 2. zahodni armadi.
8. februarja 1813 je bil povišan v generalporočnika. Med letoma 1813 in 1815 je bil poveljnik Königsberga. Leta 1833 je postal senator. 1. januarja 1837 je zapustil vojaško službo in prejel čin pravega tajnega svetovalca. A kmalu se je vrnil nazaj v vojaško službo; postal je poveljnik 1. pehotnega korpusa. 10. oktobra 1843 je bil povišan v generala konjenice.